# ابيضاض وحيدي نقوي طفولي
الابيضاض الوحيدي النقوي الطفولي هو سرطان دم مزمن خطير يصيب الأطفال بعمر 4 سنوات وأصغر. يشمل اسم الابيضاض الوحيدي النقوي الطفولي الآن جميع التشخيصات المشار إليها سابقًا باسم سرطان الدم النقوي المزمن الطفولي والابيضاض الوحيدي النقوي المزمن عند الأطفال ومتلازمة أحاد الصبغي 7 الطفلية. يبلغ متوسط عمر المرضى عند التشخيص عامين. أدرجت منظمة الصحة العالمية الابيضاض الوحيدي النقوي الطفولي في فئة اضطرابات النقي التكاثرية ومتلازمات خلل التنسج النخاعي.

## العلامات والأعراض
تقود الأعراض والعلامات النموذجية التالية إلى الشك بالابيضاض الوحيدي النقوي الطفولي ودفع مقدم الرعاية الصحية إلى تحري وجوده لدى المريض: الشحوب والحمى والإنتانات والتعرض للنزوف والسعال وصعوبة كسب الوزن والطفح البقعي الحطاطي (طفح عديم اللون غير مرتفع أو صغير ومرتفع عن سطح الجلد لكنه لا يحتوي على القيح) واعتلال العقد اللمفية (تضخم الغدد اللمفاوية) وضخامة الكبد المعتدلة وضخامة الطحال الملحوظة وزيادة عدد الكريات البيضاء وارتفاع تعداد وحيدات النوى المطلق وفقر الدم ونقص الصفيحات. مع ذلك، تعتبر معظم هذه الأعراض والعلامات شائعة وغير مقتصرة على مرض معين ما.
يُشخَّص نحو 14% فقط من الأطفال المصابون بالابيضاض الوحيدي النقوي الطفولي بالأورام العصبية الليفية أيضًا، على الرغم من حمل نحو 30% منهم للطفرة الجينية للأورام العصبية الليفية من النوع الأول. بشكل عام، فقط الأطفال الصغار المصابون بالأورام العصبية الليفية معرضون لخطر متزايد للإصابة بالابيضاض الوحيدي النقوي الطفولي. قد يُظهِر مرضى الابيضاض الوحيدي النقوي الطفولي المصابون بالأورام العصبية الليفية الأعراض التالية:
- ستة أو أكثر من بقع القهوة والحليب (مسطحة بلون القهوة) على الجلد.
- اثنين أو أكثر من الأورام العصبية الليفية (نتوءات بحجم البازلاء لكنها غير سرطانية) على الجلد أو أسفله.
- أورام عصبية ليفية ضفيرية الشكل (تورم يشمل مناطق أكبر من الجلد).
- أورام دبقية بصرية (ورم في العصب البصري يؤثر على الرؤية).
- نمش تحت الذراعين أو على المغبن.
- عقيدتان أو أكثر من عقيدات ليش (بقع صغيرة بنية اللون على قزحية العين).
- تشوهات عظمية مختلفة بما في ذلك تقوس الساقين أسفل الركبة والجنف أو ترقق عظم الساق.

قد تؤهب متلازمة نونان إلى تطور الابيضاض الوحيدي النقوي الطفولي أو اضطرابات النخاع التكاثرية المرتبطة بمتلازمة نونان التي تمثل الابيضاض الوحيدي النقوي الطفولي في الأسابيع الأولى من الحياة. ومع ذلك، يشفى المرض المرتبط بمتلازمة نونان دون علاج. قد يُظهِر الأطفال الذين يعانون من الابيضاض الوحيدي النقوي الطفولي ومتلازمة نونان الأعراض التالية:
- عيوب القلب الخلقية وعلى وجه الخصوص تضيق الصمام الرئوي.
- عدم نزول الخصيتين في الذكور.
- وجود جلد زائد وخط شعر منخفض على ظهر الرقبة.
- تباعد العينين.
- حواجب معينة الشكل.
- تكون الأذنين ذات توضع منخفض ومدورة للخلف وبحواف خارجية سميكة.
- نثرة محفورة بعمق (خط الشفة العلوي).
- تأخر التعلم.

## الوراثة
يملك نحو 90% من مرضى الابيضاض الوحيدي النقوي الطفولي نوع من التشوهات الوراثية في خلاياهم الابيضاضية، وهذا يشمل:
- يعاني نحو 15- 20% من المرضى من الأورام العصبية الليفية من النوع الأول.
- يملك نحو 25% من المرضى طفرات في عائلة الراس (فقط في الخلايا الابيضاضية).
- يعاني نحو 35% من المرضى من طفرة في جين يسمى PTPN11 (فقط في الخلايا الابيضاضية).

## التشخيص
المعايير التالية مطلوبة لتشخيص الابيضاض الوحيدي النقوي الطفولي:
وجود كل ما يلي:
- عدم وجود كروموسوم فيلادلفيا، وهو كروموسوم هجين ناتج عن عملية اندماج.[7]
- وحيدات الدم المحيطي أكثر من 1 × 109/ لتر.
- عدد الأرومات أقل من 20٪ (بما في ذلك أرومات الوحيدات) في الدم ونقي العظم (يقل عدد الأرومات عن 2٪ في المتوسط).
- ضخامة طحال.

وجود واحد على الأقل مما يلي:
- طفرة في عائلة الراس أو طفرة PTPN11.
- تشخيص وجود ورم عصبي ليفي من النوع الأول.
- متلازمة أحاد الصبغي 7.

أو اثنين أو أكثر من المعايير التالية:
- ارتفاع الهيموغلوبين الجنيني نسبةً للعمر.
- وجود خلايا محببة غير ناضجة وخلايا حمراء منواة في الدم المحيطي.
- عدد خلايا الدم البيضاء أكثر من 10 × 109 / لتر.
- شذوذ الكروموسومات النسيلية (على سبيل المثال: أحاد الصبغي 7).
- فرط حساسية العامل المنبه لمستعمرات المحببات والبلاعم للأسلاف النقوية في المختبر.[9]

تتحدد هذه المعايير من خلال اختبارات الدم واختبارات نقي العظم.
تشمل قائمة التشخيص التفريقي الأمراض المعدية مثل فيروس إبشتاين بار والفيروس المضخم للخلايا وفيروس الهربس البشري 6 وفطور النوسجات وجراثيم المتفطرات وطفيليات المقوسات القندية التي قد تسبب أعراضًا مماثلة.

## الإنذار
يشير الإنذار إلى مدى حُسن استجابة المريض للعلاج بناءً على أعراضه في وقت التشخيص. ويعتمد في الإنذار الابيضاض الوحيدي النقوي الطفولي على ثلاثة أمور رئيسية هم:
1. الجنس: يكون الإنذار عند الذكور أفضل.
2. العمر عند التشخيص: يكون الإنذار أفضل إذا شُخِّص المرض بعمر أقل من سنتين.
3. الارتباط باضطرابات أخرى كتشخيص المريض بمتلازمة نونان أيضًا.

تكون نسبة البقاء بدون علاج (خمس سنوات؟) للأطفال الذين يعانون من الابيضاض الوحيدي النقوي الطفولي نحو 5٪. لم يثبت أي من العلاجات نجاحه في علاج الابيضاض الوحيدي النقوي الطفولي إلا العلاج بزرع الخلايا الجذعية المكونة للدم الذي نجح بعلاج طفل مصاب بالمرض. وجدت الدراسات البحثية الحديثة أن معدل البقاء على قيد الحياة يُقدَّر بنحو 50%. يعتبر نكس المرض بعد زرع الخلايا الجذعية المكونة للدم أمرًا شديد الخطورة، وهو أكبر سبب لوفاة الأطفال الذين خضعوا لزرع الخلايا الجذعية. سُجِّلت معدلات نكس وصلت حتى نحو50%، ولكن يهجع المرض لدى كثير من الأطفال بعد عملية زرع الخلايا الجذعية الثانية.
قد يكون معدل النكس لدى لأطفال الذين يعانون من الابيضاض الوحيدي النقوي الطفولي والمعالجين بزرع نقي العظم نحو 50%. يحدث النكس غالبًا في غضون بضعة أشهر بعد عملية الزرع وينخفض خطر النكس بشكل كبير بعد مرور سنة على الزرع. يحقق عدد كبير من مرضى الابيضاض الوحيدي النقوي الطفولي هجوع كامل بعد عملية زرع نقي العظم الثانية، لذلك يجب دائمًا أخذ هذا العلاج الإضافي بعين الاعتبار لدى الأطفال الذين عانوا من النكس بعد الزرع الأول.

## معدل الإصابة
يمثل الابيضاض الوحيدي النقوي الطفولي  1-2% من ابيضاضات الدم في مرحلة الطفولة كل عام. يُشخَّص في الولايات المتحدة ما يتراوح بين 25 و50 حالة جديدة كل عام؛ وهو ما يعادل نحو 3 حالات لكل مليون طفل. لا يوجد سبب بيئي معروف مرتبط بالابيضاض الوحيدي النقوي الطفولي. يُعتقد أن الابيضاض الوحيدي النقوي الطفولي هو عبارة عن حالة خلقية يعاني منها الرضع بعمر 3 أشهر أو أقل، وتبلغ نسبة هؤلاء الرضع نحو 10% من المرضى.

## نبذة تاريخية
يُصنَّف الابيضاض الوحيدي النقوي الطفولي ضمن اضطرابات نقي العظم التكاثرية أو اضطرابات خلل تنسج نقي العظم. وضع نيمير وآخرون المعايير التشخيصية للمرض في عامي 1997 و1998، وأُدرِجَ ضمن تصنيف منظمة الصحة العالمية في عام 2008.